# EEye
eEye är ett säkerhetsföretag som rapporter om sårbarheter i datorprogram. Heter egentligen eEye Digital Security. Det startades 1998 och är berömt för att ta säkerhet på allvar när det gäller mjukvara, framförallt när det gäller Microsoft och RealPlayers produkter. Deras sajt är till stor del byggd med Adobe Flash.

## Översikt
eEye har myntat uttrycket Patch Tuesday, patchtisdag, när Microsoft släpper ut månatliga uppdateringar.
eEye tillverkar även säkerhetsskannrar.

## Inte lagade
Många sårbarheter, som eEye rapporterat till Microsoft har inte lagats utan har fortsatt varit öppna för attacker flera månader. Ofta är luckor Eeye definierar som kritiska definieras som medelkritiska eller okritiska hos Microsoft. Men mycket annat som eEye rapporterat till andra företag inkluderat Microsoft har förhöjt datasäkerheten.